# URW++
URW++ Design und Development GmbH est une fonderie typographique et une entreprise d’informatique allemande basée à Hambourg. Elle est fondée en 1995 par Svend Bang, Hans-Jochen Lau, Peter Rosenfeld et Jürgen Willrodt, et succède à URW (Unternehmensberatung Rubow Weber) elle-même fondée par Gerhard Rubow and Rudolf Weber en 1972 et ayant fait faillite en 1992.